# Ріо-Негро (притока Парагваю)
Ріо-Негро (ісп. Río Negro, порт. Rio Negro) — річка, що починається в Болівії (департамент Санта-Крус), протікає територією Болівії і Парагваю, служачи кордоном між двома країнами, і вливається в річку Парагвай в точці потрійного кордону між Болівією, Парагваєм та Бразилією, за декілька кілометрів на північ від міста Баїя-Неґра.
| Бразилія | Це незавершена стаття з географії Бразилії. Ви можете допомогти проєкту, виправивши або дописавши її. |

| Болівія | Це незавершена стаття з географії Болівії. Ви можете допомогти проєкту, виправивши або дописавши її. |

| Парагвай | Це незавершена стаття з географії Парагваю. Ви можете допомогти проєкту, виправивши або дописавши її. |